# Sant Mateu de Miramar
Sant Mateu de Miramar és una església protegida com a bé cultural d'interès local del municipi de Figuerola del Camp (Alt Camp).

## Descripció
Església romànica d'una nau, amb sagristia sobresortint a la banda exterior esquerra. Té porta d'accés lateral, d'arc de mig punt amb dovelles de pedra, que presenta una senzilla decoració geomètrica tallada en la pedra de la dovella central, l'arquivolta i les impostes. Damunt la porta hi ha un espadat. L'església té un cimbori vuitavat. La coberta és a dues vessants, de teula. La construcció és de pedra, amb arrebossat.

## Història
L'església de Sant Mateu de Miramar ha estat modificada al llarg dels anys. Avui aquest agregat està despoblat, no ens queden restes del castell però en canvi aquesta església romànica està en molt bon estat.
Malgrat no trobar-se documentada, el tipus de construcció permet inscriure-la en un estil romànic aproximadament del segle xii. Havia estat església parroquial agregada a Prenafeta, municipi del que formava part.